# Macrodiplosis q-oruca
Macrodiplosis q-oruca är en tvåvingeart som först beskrevs av Ephraim Porter Felt 1925.  Macrodiplosis q-oruca ingår i släktet Macrodiplosis och familjen gallmyggor. Inga underarter finns listade i Catalogue of Life.